# آبجر
آبجر، روستایی است از توابع بخش مرکزی شهرستان قائم‌شهر در استان مازندران ایران می‌باشد  که در کیلومتر 10 جاده قائمشهر به جویبار قرار دارد.

## جمعیت
این روستا در نوکندکلا قرار داشته و براساس آخرین سرشماری مرکز آمار ایران که در سال ۱۳۸۵ صورت گرفته، جمعیت آن ۵۷۱نفر (۱۴۹خانوار) بوده‌است.